# Kammerspiel
Kammerspiel (do alemão, "teatro de câmara") consiste em um movimento do Cinema alemão que ocorreu na década de 1920. É característico deste movimento o pouco uso de diálogos e o foco na personalidade dos personagens.
Dentre os diretores que fizeram parte deste movimento, destacam-se o Friedrich Wilhelm Murnau, Carl Mayer e o Georg Wilhelm Pabst.

## Características
As principais características do Kammerspiel são:
- Filmes com estética mais realista.
- Roteiros com poucos diálogos.
- Ao contrário do caligarismo, privilegia cenários mais realistas, mas sem abandonar aspectos subjetivos em sua concepção.
- Iluminação sofisticada e movimentação de câmera mais rebuscada.

## Exemplos
- A Última Gargalhada (1924) de F.W. Murnau.
- A caixa de Pandora (1929) de Georg Wilhelm Pabst.